# 寄生

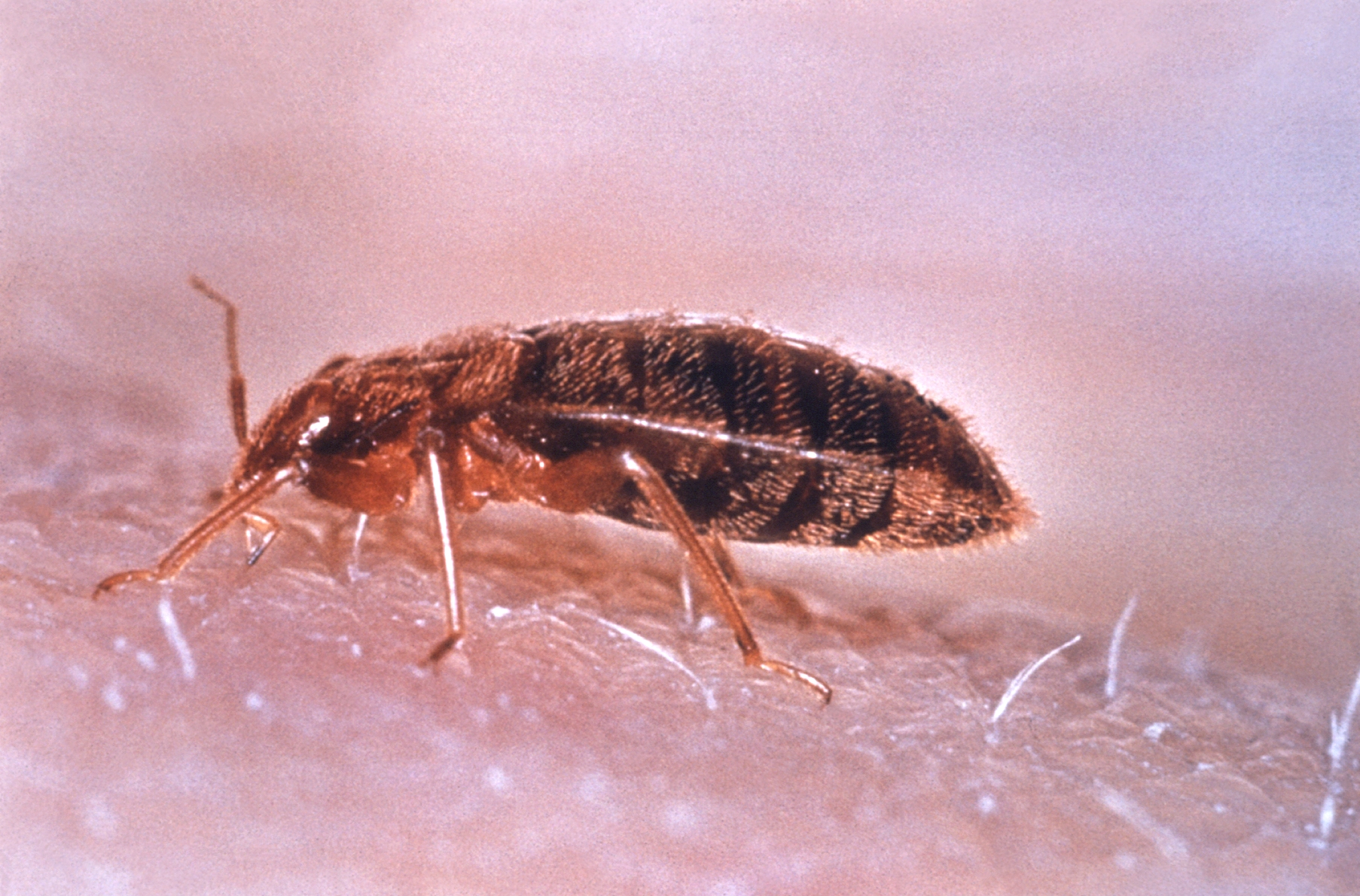
床虫：人類身上的吸血蟲

寄生（英語：parasitism）是指一种生物生于另一种生物的体内或体表，并从后者摄取养分以维持生活的现象。前者称寄生物（英語：parasite），后者称宿主（英語：Host）。若一個寄生物的宿主同樣是寄生其他生物的寄生物，此種關係則特稱為超寄生。寄生物會在宿主或寄主体内或附著於體表以获取维持其生存、发育或者繁殖所需的营养或者庇护。除此之外，还有一种叫拟寄生物（Parasitoidism）的种间关系，多见于昆虫，寄生物的母体利用寄主体内作为卵孵化的场所，吸取寄主营养。这种寄生方式会导致寄主死亡，其关系类似于捕食关系。以生态学种间关系来看，寄生是发生关系的双方中弱小的一方得益，占優勢的一方受损的关系。寄生物所包括的生物种类繁多，一般都為原生生物、无脊椎动物、脊椎动物，植物中也具有寄生植物。
寄生行為與片利共生（英語：Commensalism）不同，在定義上必須特別注意「獲利」和「被害」的關係。片利共生為單方面的獲利，但宿主本身不得利益也不受害，例如；鮣魚游泳能力不好，因此頭部演化出類似吸盤的構造方便附著在鯊魚等身上行動，對被附著的動物卻完全無害。在寄生的關係是種族性的、血統性的，並非個體性的，因此如果一個生物體由於被感染，造成身體變得較為強壯的狀況，卻失去生殖能力（例如被扁蟲寄生的蛇類）在演化的觀點上這種生物體是被傷害的，也因此稱做被寄主或寄生物。
許多內寄生物尋找宿主是透過被動的方式達成，例如人類小腸內一種叫作蛔蟲（Ascaris lumbricoides）的寄生虫，牠從宿主的消化道排出到外在環境，必須仰賴其他人，因為衛生不良而不慎攝入。另一方面，外寄生物在這方面大多有更好的方式找尋宿主上身，例如一些水生的蛭，在附著上宿主之前會先感應移動狀況，並且透過散發的體溫和化學訊息來確認目標物。
寄生物的宿主通常也演化出良好的防禦機制：植物會製造毒素來殘害寄生真菌和細菌，當然對草食性動物也有害；脊椎動物的免疫系統可以透過體液對多數的寄生物攻擊。許多寄生物，特別是微生物，為此更演化出可以適應特定宿主物種的能力，在這樣特定的互動中，這兩種生物會共同演化出相對穩定的關係，這種狀況下，宿主就不會太快或是根本不會被殺死，因為在演化上宿主的對抗也會對寄生物造成威脅，但是別忘了有一種寄生物是會殺死宿主的，那就是先前提到過的擬寄生物（如寄生蜂）。
有時候寄生物的研究可以幫忙解決系統分類學上的問題，例如過去生物學家對於紅鶴究竟和鴨、雁類還是跟鸛鳥類血緣關係較為親近，在過去一直有很多的爭議，但是由於發現紅鶴和鴨、雁類有共同的寄生物，目前一般傾向認為這兩者的血緣關係比鸛鳥類更親近。

## 分类

### 以生物种类分类
- 病毒：因为病毒生存和结构的特殊性，基本上所有病毒都应属于营寄生生活，常见的比如人类乳头瘤病毒（HPV）、烟草花叶病毒等等。
- 细菌：营寄生生活的细菌也很普遍，比如营内寄生（endoparasitic）的大肠杆菌（E. coli）和营外寄生的表皮葡萄球菌（Staphylococcus epidermis）。
- 植物：营寄生的植物不算少数，比如专门吸取寄主植物水分、自我光合作用的槲寄生（Mistletoe）、菟丝子（Cuscuta sp.）等植物沒有葉綠體，透過直接寄生其他植物取得養分。有些植物以寄生真菌的方式取得養分，稱為菌異營植物。
- 动物：
  - 原生生物：此类寄生生物也很广泛，比如疟原虫、贾干弟鞭毛虫（Giardia lamblia ）。
  - 无脊椎动物：此类寄生虫从数量和种类上都是最多的，甚至许多门的无脊椎动物是专性营寄生的。常见的如营内寄生的扁形动物猪肉绦虫、中华肝吸虫，和营外寄生节肢动物的阴虱、头虱、库蚊（Culex）。
  - 脊椎动物：此类寄生生物很罕见。寄生於海參的隱魚(Pearlfish)是脊椎动物中已知的内寄生动物。 （页面存档备份，存于）[1]

寄生虫（病）学所说的寄生虫，是不包括病毒、细菌、真菌，仅包括属于动物界包括原生动物的各种营寄生的无脊椎物种，共包括7个门。

### 以寄生环境分类
- 体内寄生生物（endoparasite），一切寄生在寄主体内的寄生生物。例如寄生在人类消化道、肺、肝、血液管道，甚至是在脑组织、骨、淋巴、眼球。鉤蟲寄生在動物的消化道，属于内寄生。
- 体外寄生生物（ectoparasite），一切寄生在寄主体外的寄生生物，例如在人类纺织物和皮肤之间寄生，人的皮肤底下、鼻孔、阴茎等腔道；在禽类、畜类体表被毛下也可以寄生。蚊子和造成足癬（俗稱：香港腳）的黴菌、吸取其他植物養分的菟絲子，都属于外寄生。

### 以寄生方式分类
- 擬寄生物，寄生物會殺死宿主。
- 竊取性寄生，寄生物偷取宿主所捕捉的或是準備好的食物。

### 以生活习性分类
- 兼性寄生（facultative parasite），可以自由生活，但如有机会侵入宿主体内也可以寄生生活。本质上这些是自由生活的动物，如阿米巴、粪类圆线虫。
- 专性寄生（obligatory parasite），生活史中有一个阶段或整个生活史期过寄生生活的。人体常见寄生物基本属于此类，如蛔虫、钩虫等。
- 机会致病寄生物（opportunistic parasite），在宿主免疫功能正常时在宿主体内处于隐形感染状态；当宿主免疫功能受累时，出现异常繁殖、致病能力增强的寄生物。如刚地弓形虫、卡氏肺孢子虫、微小隐孢子虫。常见于艾滋病病患的继发感染。

### 以寄主分类
- 植物（Phytoparasitism）
- 动物（Zooparasitism）
- 微生物（Microbivoire）
- 终宿主（definitive host），成虫或有性生殖阶段所寄生的宿主。
- 中间宿主（intermediate host），幼虫或无性生殖阶段所寄生的宿主。如需两个以上中间宿主，则依顺序称第一、第二中间宿主等。
- 储蓄宿主（存储宿主、保虫宿主；reservoir host），既可以寄生于人也可以寄生于脊椎动物，寄生于脊椎动物的在一定条件下可传给人的寄生物。
- 转续宿主（paratenic host、transport host），有些寄生物幼虫侵入非适宜宿主，不能继续发育，但可长期处于幼虫状态，在有机会进入适宜宿主体内，便可发育为成虫。这类非适宜宿主成为转续宿主。

### 以时间长短分类
- 长期寄生物（permanent parasite），成虫必须过寄生生活者，如蛔虫。
- 偶然寄生物（accidental parasite），因偶然机会侵入非正常宿主体内寄生的寄生物。如人体外伤后未得到及时救治，伤者又不能自理，伤口中有蝇蛆寄生。
- 暂时性寄生物（temporary parasite），只在取食时侵袭宿主，取食后即离去。如蚊子、跳蚤。